# Michel Paysant
Michel Paysant né à Bouzonville le 27 mars 1955 est un plasticien français.

## Parcours
Michel Paysant est un artiste plasticien spécialisé dans la recherche entre art et sciences.
Ses œuvres, installations et performances établissent des passerelles entre art, artisanat, science, techniques, nouvelles et très hautes technologies. Elles sont souvent réalisées en collaboration avec des scientifiques, techniciens et artisans en différents domaines : les nanotechnologies,,,, les sciences cognitives et l'oculométrie, le dessin classique et expérimental, le tressage, la céramique et le verre.

## Publications
- 12+1, éditions À Bruit Secret/FRAC Languedoc-Roussillon, 1997, 23 cm x 375 cm (leporello + couverture), ill. couleur et n&b  (ISBN 2-906215-08-2)
- OnLAB, le musée des poussières, éditions L'Institut français, 2012, français/anglais/espagnol, 240 p., 15 cm x 20 cm  (ISBN 978-2-35476-095-3)
- Dessiner avec les yeux, éditions Archibooks + Sautereau éditeur, 2014, 352 p., 17 cm x 21 cm  (ISBN 978-2-35573-335-2)
- The Blake Project, Paris, éditions Naima, 2017, 113 p., édition numérique  (ISBN 978-2-37440-035-8)
- Revoir Grunewald, éditions Yellow Now, 2020, 370 p., 16,5 cm x 21 cm  (ISBN 978-2-87340-463-5)
- Entretiens, Michel Paysant, Clément Minighetti, éditions Naima, 2024, 132 p., 12 cm x 18 cm, broché (ISBN 978-2-37440-196-6)

## Expositions
- OnLab (Laboratoire d'œuvres nouvelles), un projet pionnier de la recherche entre art, science et technologie[8],[9],[10], Paris, musée du Louvre, du 26 novembre 2009 et mars 2010[6].
- Nusquam, musée d'Art moderne Grand-Duc Jean, Luxembourg, du 15 décembre 2007 au 7 avril 2008
- Centre Pompidou, Musée du Louvre, Musée d’Art Moderne de la Ville de Paris, Musée des Arts Décoratifs de Paris, MUDAM de Luxembourg, Zentrum Paul Klee de Berne, Centraal Museum d’Utrecht, Galleria d’Arte Moderna de Bologne, Museo Nacional de Artes Visuales de Montevideo, National Gallery of Zimbabwe de Harare, Nouveau Musée National de Monaco, UCCA de Pékin, Brooklyn Bridge Space/Creative Time / New York, Mercer Union/Toronto, David Roberts Art Foundation/Londres, Bétonsalon/Paris, la Synagogue de Delme

## Performances
- Portrait Factory, Alliance française de Buenos Aires, 3 mai 2017[11].
- In Beijing from Paris: A post-covid Eye Calligraphy project, 26 septembre 2020, dans le cadre de l’exposition Immaterial/Re-material : A brief history of computing art, Ullens Center for Contemporary Art (UCCA), Beijing[12].